# ファニョニ・アラン
アラン・ベレン・ファニョ二（Allan Belen Fanhoni, 1991年12月23日 - ）は、ブラジル・サンパウロ出身の野球選手（内野手）。

## 経歴
8歳の時にブラジルで野球を始め、カントリーキッズ中学校時代にはブラジル代表に選ばれた。
NPBでのプレーを夢見て山形県の羽黒高等学校に留学のため来日。2年夏からレギュラー、3年春からは4番・一塁の座を獲得し、高校通算本塁打は25本。
高校を卒業した2010年に社会人野球のNTT東日本に入部。2013年限りでチームを退部した。また同年には第3回WBCのブラジル代表に選出されている。
2015年、フランスのプロ野球リーグであるディヴィジオン・アンのスタッド・トゥールーザンに、ルーカス・ホジョらとともに入団。

## 代表キャリア
- 第3回ワールド・ベースボール・クラシック ブラジル代表（2013年）
- 第5回ワールド・ベースボール・クラシック ブラジル代表（2021年）大会延期